# Conocephalomima
Conocephalomima is een geslacht van rechtvleugeligen uit de familie sabelsprinkhanen (Tettigoniidae). De wetenschappelijke naam van dit geslacht is voor het eerst geldig gepubliceerd in 2001 door Rentz.

## Soorten
Het geslacht Conocephalomima  is monotypisch en omvat slechts de volgende soort:
- Conocephalomima barameda (Rentz, 2001)